# Roberto Boscaglia
Roberto Rocco Boscaglia (Gela, 24 maggio 1968) è un allenatore di calcio ed ex calciatore italiano, di ruolo centrocampista.

## Carriera

### Giocatore
Dopo una carriera da centrocampista offensivo, che lo ha visto vestire per un decennio la maglia della sua città, il Terranova Gela, concluse la sua carriera da calciatore all'Enna a 32 anni.

### Allenatore

#### Eccellenza Sicilia
Boscaglia, dopo il suo ritiro, iniziò ad allenare in Eccellenza nel Licata e poi in Promozione con l'AC Gela.
Nel periodo 2003-2004 allena la squadra Berretti del Gela e nel 2004-2005 di nuovo in Eccellenza, con l'Akragas, dove termina il campionato al settimo posto. L'anno successivo continua sulla panchina agrigentina, ottiene il secondo posto e vince la Coppa Italia regionale (prima coppa assoluta del club).

#### Alcamo
Nell'Eccellenza Sicilia 2006-2007 porta l'Alcamo alla promozione in Serie D, arrivando primo e vincendo automaticamente il proprio girone, ma il club non viene successivamente ammesso al campionato dilettantistico per inadempienze finanziarie.

#### Nissa
Per la stagione seguente si accasa alla Nissa, che vince il campionato di Eccellenza 2007-2008 ottenendo la promozione in Serie D. Nell'annata successiva, dove è confermato, la squadra contende il primato (per un certo periodo della stagione) al Siracusa, concludendo al terzo posto.

#### Trapani, dalla Serie D alla Serie B
Nel 2009 diventa tecnico del Trapani, sempre in D; contende la promozione diretta al Milazzo fino all'ultima giornata, con i Rossoblù che chiudono con un punto di vantaggio. I granata trapanesi, comunque, verranno ripescati in Lega Pro Seconda Divisione a completamento organici, nella calda estate del 2010. Tra i professionisti, Boscaglia lotta per la promozione con il Latina che vince il campionato, mentre il Trapani vincerà la finale dei play-off contro l'Avellino, ottenendo la promozione in Lega Pro Prima Divisione, che mancava alla propria squadra da quindici anni. Ottiene la Panchina d'argento Seconda Divisione per la suddetta stagione.
Nella stagione 2011-2012 i granata ottengono il secondo posto nel girone B della Lega Pro Prima Divisione, poi perdendo la doppia finale dei play-off contro la Virtus Lanciano dopo un pareggio e una sconfitta. La promozione in Serie B arriva l'anno successivo, con la squadra che vince il campionato 2012-2013 arrivando capolista del girone e venendo così promossa nella seconda serie nazionale per la prima volta nella sua storia. Per la stagione 2012-2013 ottiene la Panchina d'oro.
Il 16 luglio 2013 è stato ammesso al corso per l'abilitazione a Allenatore Professionista di 1ª categoria - UEFA PRO.
Nella stagione 2013-2014 il suo Trapani viene eliminato al quarto turno di Coppa Italia nella storica sfida contro l'Inter a San Siro, persa per 3-2, mentre in campionato si piazza al 14º posto.
Il 10 marzo 2015, dopo quasi sei anni alla guida del Trapani, viene esonerato a causa degli scarsi risultati conseguiti durante la stagione. Gli subentra il tecnico Serse Cosmi.

#### Brescia e Novara
Il 24 giugno dello stesso anno diventa allenatore del Brescia, ripescato poco dopo in B, portandolo all'undicesimo posto finale in campionato.
Il 18 giugno 2016 viene ufficializzato il suo passaggio al Novara, che non riesce a portare alla zona play-off al termine del campionato e in seguito la società piemontese non gli rinnova il contratto per ulteriori stagioni; viene poi sostituito da Eugenio Corini.

#### Ritorno al Brescia
Il 3 giugno 2017 fa ritorno al Brescia ma viene sollevato dall'incarico dopo otto giornate dal presidente Massimo Cellino e sostituito da Pasquale Marino.
Il 15 gennaio 2018 viene richiamato da Cellino alla guida delle Rondinelle, sostituendo a sua volta Marino.
Nella mattinata del 29 aprile viene nuovamente esonerato e al suo posto subentra Ivo Pulga.

#### Virtus Entella
Il 10 luglio 2018 diventa l'allenatore dell'Entella, retrocessa in Serie C dopo i play-out; con lui ci sono anche il vice Giacomo Filippi e il preparatore atletico Marco Nastasi. Il 5 agosto al debutto vince 3-0 contro il Siena per il secondo turno di Coppa Italia e la settimana seguente supera anche il terzo turno battendo la Salernitana per 2-0. Per quanto riguarda il campionato viene deciso che l’Entella, dopo mesi di tira e molla, non debba essere riammessa in B e, dopo aver debuttato in C il 16 settembre con la vittoria sul Gozzano per 1-3 ed essere rimasta in attesa per un mese e mezzo senza giocare, vince poi 6 partite di fila tra il 4 e il 21 novembre, perdendo solamente la prima partita il 25 novembre con il Siena per 1-0. Il 6 dicembre riesce nell’impresa di eliminare il Genoa dalla Coppa Italia ai rigori 9-10, approdando così agli ottavi di finale e venendo poi eliminato dalla Roma. Nel girone di ritorno l'Entella si fa recuperare 10 punti dal Piacenza, finendo a -2 dopo lo scontro diretto perso per 1-0, ma all'ultima giornata, con la vittoria all'ultimo minuto contro la Carrarese per 1-0, scavalca di un punto gli emiliani sconfitti sul campo del Siena e vince il campionato. Il 13 maggio 2019 rinnova il contratto con l’Entella fino al 2021.

Il 29 dicembre taglia il traguardo delle 200 panchine in B (66 vittorie, 62 pareggi e 71 sconfitte) in occasione di Cittadella-Entella 1-3 chiudendo il girone di andata al 4º posto con 29 punti e la seconda miglior difesa.
Il 27 luglio 2020, pareggiando il derby con lo Spezia per 1-1, ottiene la salvezza alla penultima giornata. Dopo aver terminato il campionato al 13º posto con 48 punti, il 14 agosto rescinde il contratto con il club ligure dopo due stagioni.

#### Palermo
Il 18 agosto seguente torna ad allenare una società siciliana venendo ingaggiato dal Palermo, neopromosso in Serie C.. Dopo un inizio claudicante, la squadra entra in zona play-off anche se attraversa diversi momenti di alti e bassi. Il 27 febbraio 2021, dopo le sconfitte consecutive con Catanzaro e Viterbese, con la squadra decima e con diverse tensioni tra giocatori e all’interno della società, viene sollevato dall’incarico e sostituito dal vice, Giacomo Filippi.

#### Foggia
Il 9 giugno 2022 viene nominato nuovo tecnico del Foggia, in Serie C. Il 27 settembre seguente, dopo un difficile avvio di campionato (penultimo posto con 4 punti raccolti in 5 partite), risolve il proprio contratto con il club pugliese. Nella stessa notte ignoti fanno scoppiare un grosso petardo nel cortile del condominio dove abita danneggiando una finestra.

#### Ancona
Il 25 marzo 2024 viene nominato nuovo tecnico dell'Ancona, in Serie C, con cui sottoscrive un contratto fino al termine della stagione con rinnovo automatico in caso di salvezza. La squadra marchigiana si piazza al quintultimo posto non disputando i play-out in quanto la distanza dall'avversario è superiore a 8 punti.

#### Latina
Il 25 ottobre 2024 viene nominato nuovo tecnico del Latina, in quel momento diciottesimo nel girone C di Serie C, al post dell'esonerato Pasquale Padalino  Il 5 aprile 2025, dopo una sconfitta interna, con la squadra al sedicesimo e terz'ultimo posto (ma fuori dai play-out ed in zona salvezza diretta) viene esonerato.

## Statistiche

### Statistiche da allenatore
Statistiche aggiornate al 6 aprile 2025. In grassetto le competizioni vinte.
| Stagione              | Squadra               | Campionato            | Campionato | Campionato | Campionato | Campionato | Coppe nazionali | Coppe nazionali | Coppe nazionali | Coppe nazionali | Coppe nazionali | Coppe continentali | Coppe continentali | Coppe continentali | Coppe continentali | Coppe continentali | Altre coppe | Altre coppe | Altre coppe | Altre coppe | Altre coppe | Totale | Totale | Totale | Totale | % Vittorie | Piazzamento        |
| Stagione              | Squadra               | Comp                  | G          | V          | N          | P          | Comp            | G               | V               | N               | P               | Comp               | G                  | V                  | N                  | P                  | Comp        | G           | V           | N           | P           | G      | V      | N      | P      | %          | Piazzamento        |
| --------------------- | --------------------- | --------------------- | ---------- | ---------- | ---------- | ---------- | --------------- | --------------- | --------------- | --------------- | --------------- | ------------------ | ------------------ | ------------------ | ------------------ | ------------------ | ----------- | ----------- | ----------- | ----------- | ----------- | ------ | ------ | ------ | ------ | ---------- | ------------------ |
| 2004-2005             | Akragas               | Ecc.                  | 32         | 13         | 6          | 13         | CI-Ecc.         | 4               | 2               | 1               | 1               | -                  | -                  | -                  | -                  | -                  | -           | -           | -           | -           | -           | 36     | 15     | 7      | 14     | 41,67      | 7º                 |
| 2005-2006             | Akragas               | Ecc.                  | 30+4       | 19+1       | 4+1        | 7+2        | CI-Ecc.+CI-Dil. | 9+2             | 8+0             | 1+1             | 0+1             | -                  | -                  | -                  | -                  | -                  | -           | -           | -           | -           | -           | 45     | 28     | 7      | 10     | 62,22      | 2º                 |
| Totale Akragas        | Totale Akragas        | Totale Akragas        | 66         | 33         | 11         | 22         |                 | 15              | 10              | 3               | 2               |                    | -                  | -                  | -                  | -                  |             | -           | -           | -           | -           | 81     | 43     | 14     | 24     | 53,09      |                    |
| 2006-2007             | Alcamo                | Ecc.                  | 30         | 17         | 10         | 3          | CI-Ecc.+CI-Dil. | 9+4             | 7+2             | 1+0             | 1+2             | -                  | -                  | -                  | -                  | -                  | -           | -           | -           | -           | -           | 43     | 26     | 11     | 6      | 60,47      | 1º (prom.)         |
| 2007-2008             | Nissa                 | Ecc.                  | 30         | 22         | 2          | 6          | CI-Ecc.         | 8               | 4               | 2               | 2               | -                  | -                  | -                  | -                  | -                  | -           | -           | -           | -           | -           | 38     | 26     | 4      | 8      | 68,42      | 1º (prom.)         |
| 2008-2009             | Nissa                 | D                     | 36+1       | 16         | 12         | 8+1        | CI-D            | 6               | 5               | 0               | 1               | -                  | -                  | -                  | -                  | -                  | -           | -           | -           | -           | -           | 43     | 21     | 12     | 10     | 48,84      | 3º                 |
| Totale Nissa          | Totale Nissa          | Totale Nissa          | 67         | 38         | 14         | 15         |                 | 14              | 9               | 2               | 3               |                    | -                  | -                  | -                  | -                  |             | -           | -           | -           | -           | 81     | 47     | 16     | 18     | 58,02      |                    |
| 2009-2010             | Trapani               | D                     | 34+1       | 21         | 4          | 9+1        | CI-D            | 2               | 1               | 0               | 1               | -                  | -                  | -                  | -                  | -                  | -           | -           | -           | -           | -           | 37     | 22     | 4      | 11     | 59,46      | 2º                 |
| 2010-2011             | Trapani               | 2D                    | 30+4       | 17+2       | 8+1        | 5+1        | CI+CI-LP        | 2+5             | 1+2             | 0+1             | 1+2             | -                  | -                  | -                  | -                  | -                  | -           | -           | -           | -           | -           | 41     | 22     | 10     | 9      | 53,66      | 2º (prom.)         |
| 2011-2012             | Trapani               | 1D                    | 34+4       | 17         | 9+3        | 8+1        | CI+CI-LP        | 1+2             | 0+1             | 0+0             | 1+1             | -                  | -                  | -                  | -                  | -                  | -           | -           | -           | -           | -           | 41     | 18     | 12     | 11     | 43,90      | 2º                 |
| 2012-2013             | Trapani               | 1D                    | 32         | 18         | 10         | 4          | CI+CI-LP        | 2+4             | 1+3             | 0+0             | 1+1             | -                  | -                  | -                  | -                  | -                  | SdL-1D      | 2           | 0           | 2           | 0           | 40     | 22     | 12     | 6      | 55,00      | 1º (prom.)         |
| 2013-2014             | Trapani               | B                     | 42         | 14         | 15         | 13         | CI              | 3               | 2               | 0               | 1               | -                  | -                  | -                  | -                  | -                  | -           | -           | -           | -           | -           | 45     | 16     | 15     | 14     | 35,56      | 14º                |
| 2014-mar. 2015        | Trapani               | B                     | 30         | 8          | 10         | 12         | CI              | 1               | 0               | 0               | 1               | -                  | -                  | -                  | -                  | -                  | -           | -           | -           | -           | -           | 31     | 8      | 10     | 13     | 25,81      | Eson.              |
| Totale Trapani        | Totale Trapani        | Totale Trapani        | 211        | 97         | 60         | 54         |                 | 22              | 11              | 1               | 10              |                    | -                  | -                  | -                  | -                  |             | 2           | 0           | 2           | 0           | 235    | 108    | 63     | 64     | 45,96      |                    |
| 2015-2016             | Brescia               | B                     | 42         | 14         | 12         | 16         | CI              | 2               | 0               | 1               | 1               | -                  | -                  | -                  | -                  | -                  | -           | -           | -           | -           | -           | 44     | 14     | 13     | 17     | 31,82      | 11º                |
| 2016-2017             | Novara                | B                     | 42         | 15         | 11         | 16         | CI              | 3               | 2               | 0               | 1               | -                  | -                  | -                  | -                  | -                  | -           | -           | -           | -           | -           | 45     | 17     | 11     | 17     | 37,78      | 9º                 |
| 2017-2018             | Brescia               | B                     | 25         | 8          | 9          | 8          | CI              | 2               | 1               | 0               | 1               | -                  | -                  | -                  | -                  | -                  | -           | -           | -           | -           | -           | 27     | 9      | 9      | 9      | 33,33      | Eson., Sub., Eson. |
| Totale Brescia        | Totale Brescia        | Totale Brescia        | 67         | 22         | 21         | 24         |                 | 4               | 1               | 1               | 2               |                    | -                  | -                  | -                  | -                  |             | -           | -           | -           | -           | 71     | 23     | 22     | 26     | 32,39      |                    |
| 2018-2019             | Virtus Entella        | C                     | 37         | 22         | 9          | 6          | CI+CI-C         | 4+1             | 2+0             | 1+0             | 1+1             | -                  | -                  | -                  | -                  | -                  | SC-C        | 2           | 0           | 2           | 0           | 44     | 24     | 12     | 8      | 54,55      | 1º (prom.)         |
| 2019-2020             | Virtus Entella        | B                     | 38         | 12         | 12         | 14         | CI              | 1               | 0               | 0               | 1               | -                  | -                  | -                  | -                  | -                  | -           | -           | -           | -           | -           | 39     | 12     | 12     | 15     | 30,77      | 12º                |
| Totale Virtus Entella | Totale Virtus Entella | Totale Virtus Entella | 75         | 34         | 21         | 20         |                 | 6               | 2               | 1               | 3               |                    | -                  | -                  | -                  | -                  |             | 2           | 0           | 2           | 0           | 83     | 36     | 24     | 23     | 43,37      |                    |
| 2020-feb. 2021        | Palermo               | C                     | 26         | 8          | 9          | 9          | -               | -               | -               | -               | -               | -                  | -                  | -                  | -                  | -                  | -           | -           | -           | -           | -           | 26     | 8      | 9      | 9      | 30,77      | Eson.              |
| ago.-set. 2022        | Foggia                | C                     | 5          | 1          | 1          | 3          | CI-C            | -               | -               | -               | -               | -                  | -                  | -                  | -                  | -                  | -           | -           | -           | -           | -           | 5      | 1      | 1      | 3      | 20,00      | Risol.             |
| mar.-giu. 2024        | Ancona                | C                     | 5          | 2          | 2          | 1          | CI-C            | -               | -               | -               | -               | -                  | -                  | -                  | -                  | -                  | -           | -           | -           | -           | -           | 5      | 2      | 2      | 1      | 40,00      | Sub., 16º          |
| ott. 2024-apr. 2025   | Latina                | C                     | 23         | 6          | 4          | 13         | CI-C            | -               | -               | -               | -               | -                  | -                  | -                  | -                  | -                  | -           | -           | -           | -           | -           | 23     | 6      | 4      | 13     | 26,09      | Sub., Eson.        |
| Totale carriera       | Totale carriera       | Totale carriera       | 617        | 273        | 164        | 180        |                 | 77              | 44              | 9               | 24              |                    | -                  | -                  | -                  | -                  |             | 4           | 0           | 4           | 0           | 698    | 317    | 177    | 204    | 45,42      |                    |

## Palmarès

### Giocatore

#### Club

##### Competizioni interregionali
- Campionato Interregionale: 1

Gela: 1987-1988

##### Competizioni nazionali
- Campionato Nazionale Dilettanti: 1

Gela: 1995-1996

### Allenatore

#### Club

##### Competizioni regionali
- Coppa Italia Dilettanti Sicilia: 2

Akragas: 2005-2006
Alcamo: 2006-2007
- Eccellenza: 2

Alcamo: 2006-2007
Nissa: 2007-2008

##### Competizioni nazionali
- Lega Pro Prima Divisione: 1

Trapani: 2012-2013
- Serie C: 1

Virtus Entella: 2018-2019 (girone A)

#### Individuale
- Panchina d'argento Seconda Divisione: 1

2010-2011
- Panchina d'oro Prima Divisione: 1

2012-2013